# Svansjön (Östra Frölunda socken, Västergötland)
Svansjön är en sjö i Svenljunga kommun i Västergötland och ingår i Ätrans huvudavrinningsområde.